# Virbalgirio miškas
Virbalgirio miškas este o arie protejată (arie specială de conservare — SAC, sit de importanță comunitară — SCI) din Lituania întinsă pe o suprafață de 368 ha, integral pe uscat.

## Localizare
Centrul sitului Virbalgirio miškas este situat la coordonatele 54°36′08″N 22°48′42″E / 54.6022°N 22.8117°E.

## Înființare
Situl Virbalgirio miškas a fost declarat sit de importanță comunitară în ianuarie 2004 pentru a proteja 1 specie de animale. Situl a fost protejat și ca arie specială de conservare în martie 2009.

## Biodiversitate
Situată în ecoregiunea boreală, aria protejată conține 2 habitate naturale: Păduri caducifoliate de mlaștină fino-scandinave, Păduri de stejar sau de stejar și carpen sub-atlantice și medio-europene de Carpinion betuli.
La baza desemnării sitului se află o specie protejată de  nevertebrate: fluturele purpuriu (Lycaena dispar).